# デザインビルド方式
デザインビルド方式（デザインビルドほうしき、英: Design-build、またはデザイン/ビルド、および略して D - B または D / B、DB）は、建設業界で使用されるプロジェクトシステム。これは、設計と建設のサービスが設計 - 建築業者または設計 - 建築請負業者など、単一のエンティティによって契約プロジェクトをもって提供する方法。建設事業において設計 (Design) と施工 (build) を一括にして発注を行う設計・施工一括発注方式のこと。
これは 建築家主導のデザイン・ビルド （時にはデザイナー主導のデザイン・ビルドとして知られているALDB）および請負業者主導の設計・構築など細分化することができる。

## 概要
日本では設計施工（せっけいせこう）とも呼ばれ、建設業設計部のようにゼネコン、建設業が設計部門を抱えている体制も存在するので、民間の事業では従来から今日まで行われてきたことであるが、官公庁が発注する建設事業では1959年（昭和34年）の建設事務次官通達により、公共事業における設計・施工分離方式が確立されてきている。また日本建築家協会をはじめ従来から長きにわたり設計・施工一括発注方式を兼業と呼び、禁止事項という解釈をとっている。とはいえ、日本でも時として設計・施工での発注や場合によっては設計・施工一括方式のコンペティションも行われる。
なお、自社大工を有して設計から施工まで一貫して行う工務店を設計工務店、大工棟梁で設計をも手がける者をアーキテクトビルダーと呼ぶ。
日本では建築家や設計施工、専業と兼業の関係を建築士と主任技術者の制度の関係からみると、建築家という概念を西洋から移植した日本でそのあり方についても西洋のそこに範を求めるのは自然のなりゆきであったが、大正に始まる建築家たちの設計者の法制化への動きはしかし、快く受け止められたわけではなく、当時東大教授の佐野利器は、日本と西洋は違う、そもそも一体不可分の建築という行為を法で分けるなど論外、とニベもなく、またその法制化が『ゼネコンの設計業務封じ』を目論んだものでもあったため建設業までも反発したことは知られ、当時の行政・内務省も冷ややかに処している。内務省の反対は佐野に似て、 設計·監理のみを法定することへの疑問にあった。業務の分化は今ほどでないにしても、関東大震災を経、そこで工事中に壊れたものを見ていた時期で、手抜き工事対策に「施工士を望む」
という声も聞こえていた。こうして内務省にとっての建築士像ははじめから設計に限らずのものだったが、その彼らが建築士法を真面目に考え始めたころ、 時を同じくして当時の商工省も建設業法の萌芽となるものを検討し始めていたことが知られ、伊藤憲太郎らが核となって、具体的には、当時の土木建築請負業取締規則（地方令）が欠いた、施工の品質をどう確保するか、の点から考えていた。結局、施工については、主任技術者の名で建設業法に盛り込まれ、1949年に成る。 商工省から移管となった建設省で三橋信一が伊藤に教えを請い、自分で調べ考え創案。建築士法成立の前年であるが、先になったのは、圧倒的な住宅難を受け乱立する零細建設業者の規制を優先したためとされる。そして三橋は、このとき併せてこの主任技術者は今検討中の建築士制度ができた暁には、置き換えられるべきものとの記録があるが本格化する建築士法の立案では幾度かこの扱いが議論になるも、終戦直後の状況下、さまざまな慮りの末、主任技術者はそのまま置かれ、 建築士法に施工は第一条の「等」の玉虫色に紛れ、あたかも設計監理法に見えるものとして成る。しかしそう見られるのは制定に導いた内藤亮一には不本意であり、戦前から建築士法の要を、あくまでも日本の実情に根差したところから説いた彼にとってやはり建築士像は設計に限らずのものだったからで、直後あらぬ誤解の種を除くために主任技術者を建築士にするよう語ったという。一方で法を編んだ側の気持ちをあてがわれた側は見事に誤解して建築家たちは、ようやく設計者の法かできたと喜ぶ。そしてその認識は、望むものに比べ未熟なこの法を一日も早く西洋並みにすべきと言う中で堅固にし、以後、技術士法ができ、建設業施工管理技士の仕組みができるなどするなかで既成となって、今日に至る。
内田祥哉は、設計施工と製造物責任の点で、日本建築家協会は以前ほどではないにしても「設計施工は、設計事務所のあるべき姿ではない」と言ってきたが、建設体制を見ると日本はこれまでずっと設計施工で、例えば鎌倉時代の重源のような人がお金を集めて奈良の東大寺大仏殿をつくったときも、堂宮をつくってきた江戸時代の棟梁も、製造物責任を持っていて設計は施工と一体であるという考え方をしていたとし、それを受け継いでいるのが建設会社であるとしている。内田がそれをはっきりと経験したのは1971年のパイロットハウス・プロジェクトのときでこの時「これはいくらでできます」という注文で、日本が海外で新幹線を売り込むときに、「いくらでどこまでできます」というのと同じで、これも請負になっているとし、ここから建設業を請負制度でやるのはある意味で必然的なことではないかとしている。また建築のなかでも台所・浴室のユニットはそれぞれ製造物責任を持っている請負で、家具ももちろん、彫刻のようなものでも、設計と施工を分けることはできないとし、それを日本建築家協会が否定してきたのはヨーロッパの建築家のシステムを持ち込んだからだとし、ヨーロッパでも量産される家具や照明器具には製造物責任を持つというの当然であるとしている。現在の建築工事のなかでも例えば、エレベーターやエスカレーターは設計と施工を分けられず、小さいものでは照明器具を設計と施工に分けたら設計料はどこから出てくるのかという話になってしまうため、製造物責任の中に設計施工、 製作が入っていくのは否定できないものがあって、それを建築で、まとめて実行しているのが建設会社であるとしている。それが最初から認められていたのがプレハブを扱うメーカーで、プレハブメーカーは設計を外注には出さず営業がやっているが、これは今までゼネコンが設計を営業と考えているのに近いとしている。そこには部品の量産、全体としてのシステムの認定に対する責任があるからで、逆に大規模な方の例でならば工場インフラをいくらでどのようにするかというように、都市インフラを請け負うというのも海外ではありうるのではないかとしている。なお内田が設計施工も建築生産の形態だと考えるようになったのは、実際に設計を完全に独立させるには、技術もなく図面も読めない人でも同じものができるという図面を描かなければいけないということが必要で、それは大変なことだとわかってきたからであるとし、日本の設計施工はある程度の精度を持った設計図があって、設計と施工の両者の間に共通の経験があればこれで頼むよと言えば、あまり図面に描かなくてもいいといったその便利なやり方に感心するのがヨーロッパ流に育てられた建築家だとしている。そして設計と施工を分けている場合、施工に対しては発注図書をつくるという業務があるが、設計に対しては詳しい発注図がない。それでなぜ入札ができるのかというのは設計入札が発注者責任の回避であるということはいうまでもないとしている。
造園分野でも造園家の西田富三郎も自著で（『庭造りの事典―造園家のためのハンド・ブック 』1979年、金園社）庭造りのため設計を依瞩する場合として、設計と施工業務を兼営している業者（以下、業者と呼ぶ）を「邪道」としこれをさけ、設計専門家に依嘱することが望ましいとしている。設計書が施主と施工業者の契約書の一種にもなるものなので、中立的立場にある専門家の予を煩わさないと公正で適正な書類はできないとし、その内容も業者本位、営本位なものになり勝るためとして、このことは建築部門だけでなく医療の面でもいえるとしている。業者では無料設計（業者設計）の反面、余計なものまでも買込まされて庭が庭園材料の陳列所のような観を呈して困っている人もあることを述べている。そして施主も監理費を出ししぶるため設計業務の延長たる工事監理（者）にしても、工事の適正化のため施主の利益代表として厳正に監督すべき立場にありながら、あたら業者の陣営に追いやることもしばしばとし、その結果不良資材の搬入や手抜き工事等が行なわれることにもなるため、適正な工事を期待するためにも一応のエキスパートに設計監理を依瞩することが望ましいとしている。なお、アメリカではつとにこうしたシステムによる工事が行なわれているとし、これは同国で設計・監理に比重をかけたあらわれとみている。
一方で京都大学名誉教授の中村一は自著で（『風景をつくる―現代の造園と伝統的日本庭園』昭和堂、2001）現在でも造園分野では設計と施工を切り離さずに設計施工という看板を掲げて仕事をしている造園会社はたくさん存在するとし、とくに伝統的な和風庭園を中心として質の高い仕事をしているこうした会社は設計から施工、維持管理を切りはなすことができないところか特長で、質の高い庭園を維持していくために、この業態は将来にわたって存続する必要があるとしている。ただしこれも現実には施工業務から切り離された設計事務所という会社が急成長してきたとしており、その理由は主として公共造園事業に対応して競争入札によって経費を公正に運用するため、行政上の必要からくるものであって、ここで設計図書（設計図、仕様書、積算書）と現場の条件のあいだの食い違いが大きな矛盾として起こるとしている。なおこの矛盾を克服するには設計監理という業務を充実させることであるとしているが、日本ではこの設計監理という設計と施工をつなぐ役割が過小評価されており、本来この役割は設計事務所に帰属すべきであるがデザイン監理能力、技術力、監理費用の点で、役割は十分に果たされているとは言えず、さらに公共造園発注者側である各種役所での設計監理もおこなわれるが、材料の規格などにうるさいばかりで、デザインを評価しうる優秀な人材はすくなく、結局は現場でのデザインが施工部門の現場監督などに委任されることになり、ここでも試験による資格制度を通過すれば事たれりとする経験不足の監督が多いため、このような設計と施工の溝を埋めるために設計事務所、役所、施工会社の三者のなかにデザインの指導ができる人材を育てるべきであり、とりわけ設計事務所では机上の仕事だけでなく、現場でのデザインを自信をもって指揮できる人材養成が望まれるとしている。
野沢清も自著（『「園学」のすすめ』）で、庭園の設計監理と施工は、設計者と施工者が同一の場合を除いて分業となる際、庭園の設計図はその仕様の百パーセントを図化するのは不可能かつ基本設計の範囲を越えられないので、設計者は造園施工の結果まで設計行為と考えるべきであり、先例模倣庭園ならいざ知らず、質の良否を問われる庭園では設計者がその責を負うこと、図化での指示が不可能な部分の指示監理も義務とする、そしてランドスケープの維持管理について、植物を導入する庭園は設計者が管理義務をも負うべきであるとしている。管理については管理の楽な庭の設計は可能だが、管理不要の庭園の設計は不可能であり、植物の経年変化への対応知識が必要となる。短期間公開の会場庭園は、本質的な意味で庭園ではなく、装置施設会場であるとしている。
こうして、設計、施工分離方式は日本の公共事業でも一般的な発注方式で、発注者が設計は建築設計事務所ないしは建設コンサルタントに、施工はゼネコン等に別々に発注する。設計者は工事監理によって設計図書どおりに施工が行われているかについて確認、是正指示をゼネコンに対して行う。ゼネコンは施工管理を行うことによって、材料供給業者、専門工事業者に対して品質、工程、安全、環境面に関して指示どおりの工事が行われているかについて確認・指示を行うという流れである。
近年、技術の進歩や建設事業の高度化、複雑化等を背景として、工事の内容によっては設計と施工を一体的に発注することが、より効果的な場合もあるとして、設計・施工一括発注方式（DB:デザイン・ビルド）が試行されるようになってきている。
2001年（平成13年）には設計・施工一括発注方式導入検討委員会報告書がまとめられているが、この中で、DBとは、「一つの企業あるいは事業体が一体的に設計と施工を実施するもののうち、設計の契約と工事の契約を同時に行う方式」と定義している。また、それが適している工事として、①施工方法等によって設計内容が大きく変わるなど、発注者が設計内容を1つの案に決められない場合、②設備工事等で設計と製造が密接不可分な場合、③設計を終えてから工事を発注するという時間的余裕がない場合等を挙げている。なお、こうしたDB方式の導入に際しては、適用する工事・段階の明確化、事業執行の透明性を確保するためのチェック・バランス機能確保のための設計の独立と責任の明確化、品質の確保とコストの縮減に関する担保等の課題が指摘されており、本方式の適用に際しては、発注者、コントラクター、コンサルタントの三者関係の確立が必要といわれている。
デザイン・ビルドは「en:design–bid–build」（または「en:design–tender」）などとは対照的に、単一責任契約に依存しており、プロジェクト所有者のリスクを最小限に抑え、設計を重ねて納期を短縮するために活用されるプロジェクトのフェーズと建設フェーズである。「DBの請負業者は、障害の性質にかかわらず、プロジェクトのすべての作業に対して責任を負うため、その単一点責任を持つDBは、クライアントに対して最も明確な契約上の救済をもたらす」。
建設プロジェクトに対する伝統的なアプローチは、一方でデザイナーを任命し、他方で請負業者を任命することで構成されている。設計から施工までの調達ルートによって従来の作業手順が変わり、リスクと全体的なコストを削減するために、単一の責任ポイントに対するクライアントの要望に答える。それは現在多くの国で一般的に活用されており、契約の形態は広範に利用可能である。

## 設計施工請負業者
「デザインビルダー」は一般的な請負業者であるが、多くの場合、プロジェクトはデザインの専門家（建築家、エンジニア、建築技術者、またはその他のプロのデザイナー）が主導する。設計施工業の中には、設計部門と建設部門の両方の専門家を雇用している企業もある。デザインビルダーがゼネコンである場合、デザイナーは通常、直接請負業者によって保持され、設計会社と建設会社との間のパートナーシップまたは合弁事業は、長期的にまたは1つのプロジェクトに対してのみ結成することができる。

## 請負業者主導の設計製作プロジェクト：建築家の役割
請負業者主導の設計施工プロジェクトでは、管理者は請負業者と直接作業を行い、請負業者と協力して下請業者を調整するように管理されていく。建築家は請負業者主導の設計ビルドプロジェクトにさまざまな責任範囲で貢献していく（各図の "A / E"は建築家/エンジニアを表している）。

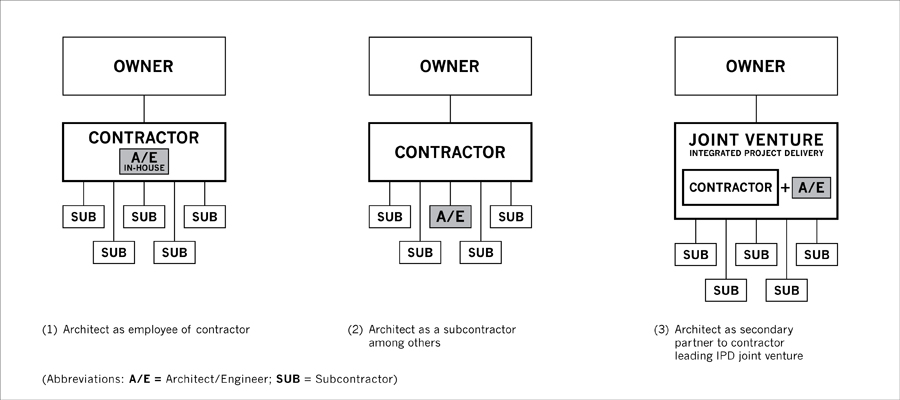
請負業者主導の設計 - 構築の3つのモデル

## 建築家主導の設計施工プロジェクト
設計者は、さまざまな程度の責任を持って種々の方法で設計ビルドプロジェクトを主導する（各図の "A / E"は、設計者/エンジニアを表す）。

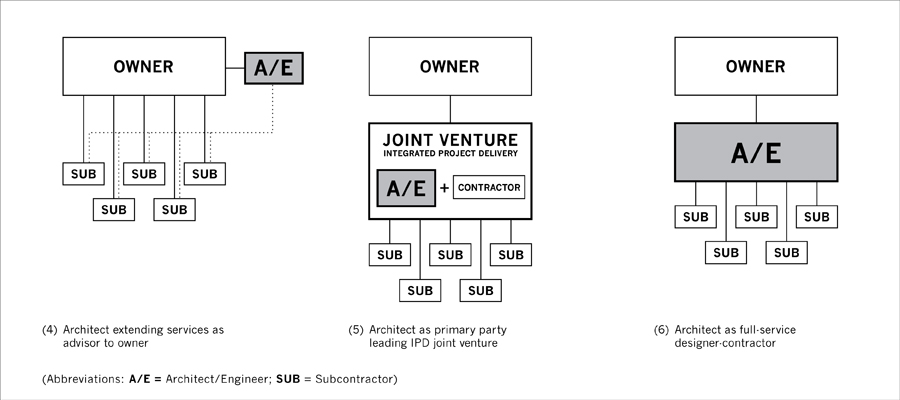
建築家主導の設計 - 構築の3つのモデル

## 契約
それぞれ2つの個別の契約ではなく、設計と建設の責任を組み合わせた単一の統合契約で、建築家と建設業者のプロジェクト責任の相互依存関係を認め、紛争の可能性を緩和する。

## デザインビルド関連団体
1993年に、米国ではデザインビルド協会 (DBIA) が設立された。そのメンバーは、設計および建設業界の専門家とプロジェクトの所有者で構成されている。DBIAは、設計 - 構築プロジェクトの提供の価値を促進し、設計者と設計者および建設従事者の成功を確実にするための設計と建設サービスの効果的な統合を教示していく。アメリカデザインビルド協会は、デザインビルドのベストプラクティスを定義し、指導し、推進する組織である。

## 設計施工vs.設計 - 入札 - 施工のメリットについての議論

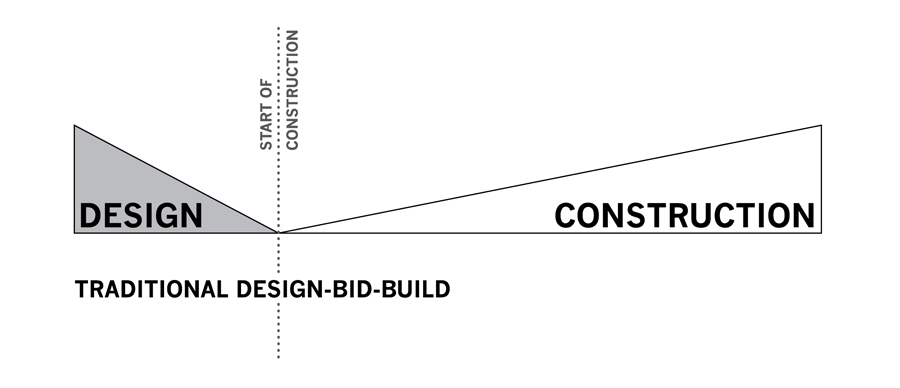
設計入札ビルドプロジェクトのスケジュール

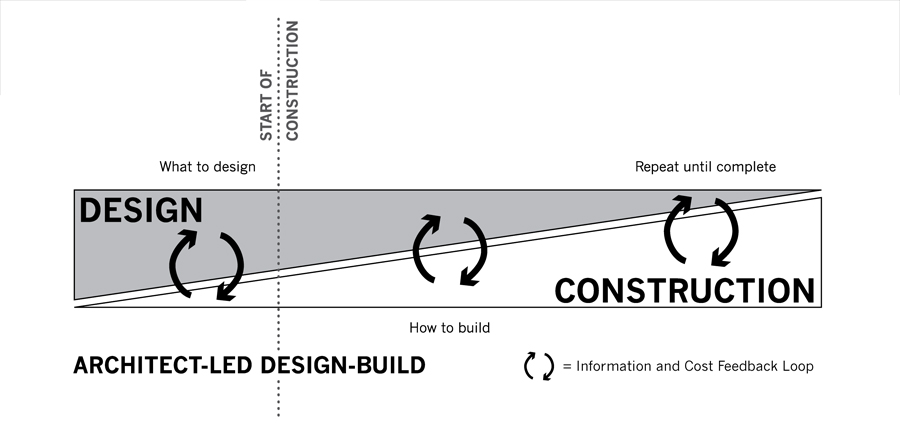
ALDBプロジェクトのスケジュール

デザイン - ビルドプロジェクトの増加は、デザインおよび建設業界の伝統的な階層および縄張りを脅かしている。その結果、プロジェクト構築の方法としてデザインビルドの価値についての議論が生まれていた。
- 効率性：通常、請負業者が主導する「設計施工」は、予算によって制約されるか、機能上の要件によって結果が規定されているプロジェクトの目標が直接的である場合に効率的にプロジェクトを提供する方法として進化した（スポーツ施設、または醸造所など）。建設業界のコメンテーターは、デザイン - ビルドを高性能の「建設プロジェクトデリバリーシステム」、つまり伝統的なデザイン - 入札 - ビルドアプローチの代わりとなる動的なビルディング作成アプローチとして説明している。
- シングルソース：シングルソース管理の利点のためにデザインビルドが成長していく。従来のデザイン入札ビルドとは異なり、所有者は単一の窓口として機能する1人の当事者と契約することが可能。プロジェクトを実施し、チームの残りの部分を調整するが、プロジェクトの段階によっては、所有者とデザインビルダーの間に複数の逐次契約が存在する場合がある。別々のデザイナーとコンストラクターが互いを非難するのを避け、所有者にとってメリットが生じるよう調整したり、プロジェクトに問題があると判明した場合に問題を解決する責任があるのは、単一のエンティティである。

## 過去の実績
イギリスでは1世紀に建築家が施工つまり請負をも担当することはあり、ヘンリ・フリッツクロフトが手掛けたセントジャイルズ・イン・ザ・フィールド教会は設計施工で行っているという。また、元来造園家であるランスロット・ブラウンもクレアモントの邸宅を1774年から設計施工で請け負いを行っている。一式請負のケースもウィリアム・チェンバーズが比較的施工まで関与していることがあるという。
栗栖宝一が手掛けたモリカミ博物館・日本庭園 (The Morikami Museum and Japanese Gardens) はパームビーチ郡の公共事業であるが、デザインビルドで作庭された。